# Collegium Rubrorum
A Collegium Rubrorum, vagy Seminarium Rubrorum a jezsuiták által működtetett katolikus általános papnevelő intézet, seminarium generale volt 1649–1777 között Nagyszombatban, ahol Lippay György esztergomi érsek szervezte meg.
Az intézmény épülete az egykori egyetemhez tartozó szemináriumi épületek egyike volt, melyben később, a 19. század második felében az érseki gimnázium működött, napjainkban pedig két szlovák oktatási intézmény kapott helyet.

## Az intézmény
Nagyszombat (szlovákul Trnava) a török hódoltság idején, 1543-tól kezdve az esztergomi érsekség és káptalan székhelye volt. A jezsuiták itt állították fel első magyarországi kollégiumukat (1561–1569), majd 1615-1616-ban újra megszervezték a „(leendő) teljes gimnáziummal bíró kollégiumukat”, mely gyors fejlődésnek indult. Pázmány Péter 1635-ben alapította meg a Nagyszombati Egyetemet két fakultással (bölcsészet és teológia).
Ebben az időben a katolikus egyháznak gondot jelentett a paphiány és a papok alulképzettsége. A papképzés megoldásával több nagyszombati zsinat, köztük a Pázmány Péter által 1630-ban összehívott nemzeti zsinat is foglalkozott, és szorgalmazták, hogy a főpapok jövedelmük egy részét papnevelő intézetek létesítésére, fenntartására fordítsák.
A tridenti zsinat (1545–1563) rendelkezáseinek megfelelően az ország minden egyházmegyéjének saját papneveldét kellett volna működtetnie, de erre többnyire nem volt lehetőség, sem elegendő tanár. A Pázmányt az érseki székben követő Lósy Imre (esztergomi érsek 1637–1642) az 1638. évi nemzeti zsinaton kezdeményezte egy központi papi szeminárium alapítását, és utóbb képzési célokra jelentős összeget hagyományozott. Utóda, Lippay György (esztergomi érsek 1642–1666) javaslatára az 1648. évi zsinat elrendelte, hogy a Lósy Imre által korábban tervezett általános szemináriumot Nagyszombatban állítsák fel, működtetését bízzák a jezsuitákra, és az intézménybe bármely egyházmegye küldhessen növendékeket. Ez lett a Collegium Rubrorum.
Az intézetet III. Ferdinánd király jóváhagyásával 1649. július 31-én nyitották meg az akkori Keresztelő Szent János utcában (ma Ján Hollý utca), amely az azonos nevű templomhoz vezet. Az épület helyén a Pyber család háza állt, melyet a szeminárium céljára Lippay érsek vásárolt meg. A papnövendékek számára szükséges rész 1652-ben már készen volt.
Az intézetet a római Collegium Germanicum-Hungaricum (CGH) mintájára szervezték meg, és mint ott, a növendékek itt is vörös talárt viseltek; ezért nevezték Collegium Rubrorumnak. (A latin rubrum jelentése: ’vörös’). Vezetését az alapítólevél a jezsuitákra bízta és szervezetét az 1635-ben alapított nagyszombati egyetemhez kapcsolta. A szemináriumnak az első évben csak hat növendéke volt, de létszáma folyamatosan nőtt. „150 éven [?] át ez töltötte be a magyar katolikus papképzésben a legjelentősebb szerepet”.
Barkóczy Ferenc (esztergomi érsek 1761–1765) kifogásolta a jezsuiták pedagógiai és didaktikai módszereit. Miután kinevezték az "egyetemes tanulmányi ügyek országos felügyelőjének", kivette a jezsuiták kezéből a papi szemináriumokat, többek között Nagyszombatban is.
1773-ban Mária Terézia kihirdette a jezsuita rend feloszlatását elrendelő pápai bullát. 1777-ben az egyetemet Budára helyezték át, és a szeminárium is elköltözött Nagyszombatból. 1784-ben áthelyezték Pestre az egyetemet, és annak Hittudományi Karához rendelték az 1800-as évek elején létesített Központi Papnevelő Intézetet (lat. Seminarium Centrale). „Az új, egyetemi papnevelő intézet, mivel a Lippay alapította Collegium Rubrorum célkitűzéseit valósítja majd meg, jogutódként örökölte annak vagyonát.”

## A nagyszombati épület
Az egykori Adalbertinum mellett épült, a mai Ján Hollý utca 9. szám alatti épület védett kulturális emlék. Eredetileg egyemeletes, magas pincével rendelkező, barokk stílusú épület volt. Egy jóval későbbi kétemeletes szárnyát Illyés András (1639–1712) püspök hagyatékából építették.
Az egyetem és szervezetei 1777. évi elköltözése után, 1783-ban II. József Nagyszombatba látogatott és a nagyobb tanintézetek épületeit, köztük a seminarium generaléjét katonai célokra foglalta le. A bencések gimnáziuma, amely 1802-től a trinitáriusok kolostorában kapott helyet, 1853-ban költözött át az egykori Collegium Rubrorum épületébe, és ott mint érseki gimnázium 1918-ig működött. Neves diákja volt többek között Kodály Zoltán, Mikuláš Schneider-Trnavský zeneszerző és pedagógus, valamint Ján Koniarek szobrászművész.

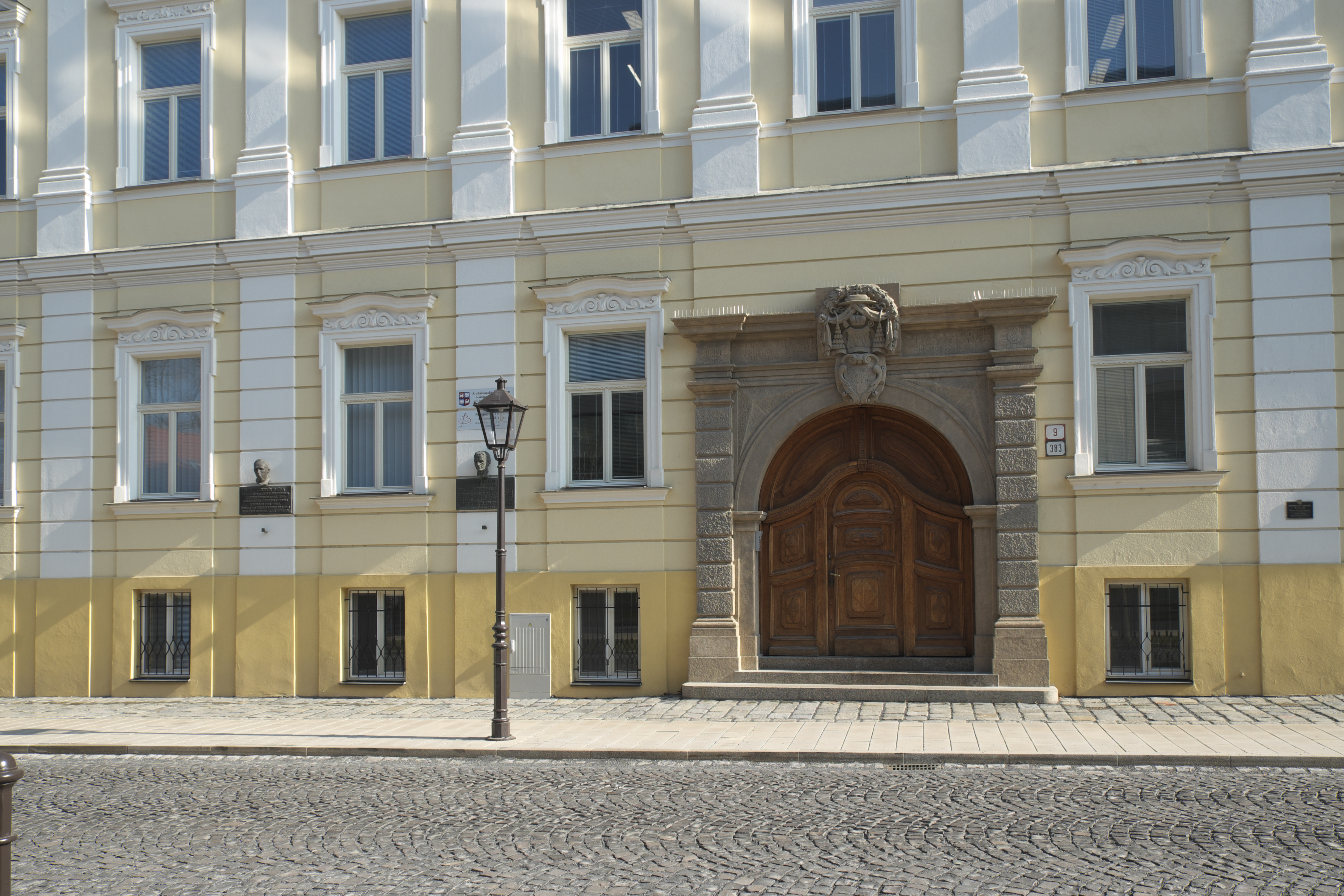
A főhomlokzat a barokk portállal (2019)

1919-ben a gimnáziumot a csehszlovák államigazgatás vette át és Ján Hollý szlovák íróról nevezte el. Az eredeti épületet 1914-ben teljesen átépítették és egy újabb emelettel bővítették. A homlokzatok ekkor kapták jelenlegi, neoreneszánsz díszítésüket.
Az L alakú épület Ján Hollý utcára néző főhomlokzata 13 tengelyes, a bejárati kapu a 7. (középső) tengelyen található. A homlokzat ritmikus jellegét az egyes tengelyeket elválasztó lapos, ión fejezetű pilaszterek hangsúlyozzák. Megmaradt az eredeti kora barokk portál a szeminárium alapítóját, Lippay érseket megemlítő latin nyelvű felirattal, valamint Csernoch János esztergomi érsek (1912–1927), az épület átépítésének kezdeményezője címerével.
A homlokzaton két alak bronzszobrát helyezték el. Az egyik Ján Hollý (1785–1849) költőnek, a szlovák nemzeti ébredés kiemelkedő alakjának állít emléket, a másik Augustín Raška atyának (1893–1953), aki a második világháború idején a szeminárium prefektusa volt, és később a kommunizmus áldozataként halt meg a brnói börtönben.
A 2020-as évek elején az épület két oktatási intézménynek ad otthont:
- Arcibiskupské gymnázium biskupa P. Jantauscha (Pavol Jantausch Érseki Gimnázium)[7]
- Stredná odborná škola pedagogická bl. Laury (Boldog Laura Középfokú Pedagógiai Szakközépiskola)[8]

## Fordítás
- A nagyszombati épület: Ez a szakasz részben vagy egészben  a   Rubrorum című lengyel Wikipédia-szócikk Architektura című fejezete ezen változatának fordításán alapul.  Az eredeti cikk szerkesztőit annak laptörténete sorolja fel. Ez a jelzés csupán a megfogalmazás eredetét és a szerzői jogokat jelzi, nem szolgál a cikkben szereplő információk forrásmegjelöléseként.